# Władysław Raczkiewicz
Władysław Raczkiewicz ([vwadɨˈswaf rat͡ʂkʲɛˈvit͡ʂ]; 28 tháng 1 năm 1885 - 6 tháng 6 năm 1947) là một chính trị gia, luật sư, nhà ngoại giao người Ba Lan và là Tổng thống Ba Lan lưu vong từ năm 1939 cho đến khi ông qua đời năm 1947. Cho đến năm 1945, ông là nguyên thủ quốc gia Ba Lan được quốc tế công nhận, và chính phủ Ba Lan lưu vong được công nhận là sự tiếp nối của chính phủ Ba Lan năm 1939.

## Đầu đời và học tập
Władysław Raczkiewicz sinh ra ở Kutaisi, thành phố lớn thứ hai ở Gruzia, vào thời điểm đó là một phần của Đế quốc Nga với cha mẹ là người Ba Lan là Józef Raczkiewicz, một thẩm phán tòa án và Ludwika Łukaszewicz. Ông theo học ở Sankt-Peterburg, nơi ông gia nhập Tổ chức Thanh niên Ba Lan. Sau khi tốt nghiệp Khoa Luật tại Đại học Tartu, ông hành nghề luật sư ở Minsk. Khi Chiến tranh thế giới thứ nhất bùng nổ, ông phục vụ trong Quân đội Đế quốc Nga, nhưng sau cuộc Cách mạng Nga, ông tham gia đội tiên phong giành độc lập cho Ba Lan. Phục vụ với tư cách là người đứng đầu Naczelny Polski Komitet Wojskowy, ông đã giúp thành lập Quân đoàn I của Ba Lan ở Nga. Sau đó, ông phục vụ dưới quyền của Thống chế và quốc trưởng tương lai Józef Klemens Piłsudski, người đã thành lập nên Quân đoàn Ba Lan cuối cùng đã hỗ trợ Ba Lan tái thiết lập nền độc lập của mình.
Là một tình nguyện viên, ông đã chiến đấu trong cuộc Chiến tranh Nga-Ba Lan từ năm 1919 đến năm 1920. Lúc đầu, ông ủng hộ phe Endecja, sau đó gia nhập trại Sanacja do Piłsudski đứng đầu và những người ủng hộ thân cận nhất của ông. Raczkiewicz từng là Tỉnh trưởng của tỉnh Nowogródek từ năm 1921 đến năm 1924; đại biểu chính phủ cho tỉnh Wilno (1924–1925) và sau đó là Tỉnh trưởng của tỉnh này (1926–1931). Sau cuộc bầu cử ở Brest, ông được bổ nhiệm làm Thống chế Thượng viện (1930–1935) và Tỉnh trưởng của tỉnh Kraków vào năm 1935, và tỉnh Pomeranian từ 1936 đến 1939.

## Chiến tranh Thế giới lần thứ II
Khi Ba Lan bị Wehrmacht xâm lược năm 1939, ông trốn sang Angers, Pháp, nơi Chính phủ Ba Lan lưu vong được thành lập. Ông sống tại Château de Pignerolle gần đó từ ngày 2 tháng 12 năm 1939 cho đến khi chuyển đến London vào ngày 10 tháng 6 năm 1940, nơi ông tham gia chính phủ Ba Lan lưu vong cùng các Tướng Władysław Sikorski và Stanisław Mikołajczyk. Ông là người phản đối thỏa thuận Sikorski-Mayski.
Tháng 2 năm 1945, Joseph Stalin, Winston Churchill và Franklin D. Roosevelt tổ chức Hội nghị Yalta. Tương lai của Ba Lan là một trong những chủ đề chính được thảo luận. Stalin tuyên bố rằng chỉ một chính phủ mạnh, thân Liên Xô ở Ba Lan mới có thể đảm bảo an ninh cho Liên Xô. Kết quả của hội nghị, các nước Đồng minh đồng ý rút lại việc công nhận Chính phủ Ba Lan lưu vong, sau khi thành lập một chính phủ mới trên lãnh thổ Ba Lan.
Raczkiewicz chết khi sống lưu vong vào năm 1947, tại thị trấn Ruthin của xứ Wales. Ông được chôn cất tại nghĩa trang tại Newark-on-Trent ở Anh.